# Sông Paraguay
Sông Paraguay (Río Paraguay trong tiếng Tây Ban Nha, Rio Paraguai trong tiếng Bồ Đào Nha, Ysyry Paraguái trong tiếng Guarani) là một dòng sông lớn tại Trung-Nam của Nam Mỹ, chảy qua Brasil, Bolivia, Paraguay, và Argentina. Sông có chiều dài khoảng 2.621 kilômét (1.629 mi) từ đầu nguồn thuộc bang Mato Grosso của Brasil đến nơi hợp lưu với sông Paraná ở phía bắc Corrientes.

## Dòng chảy
Dòng chảy của sông Paraguay bắt nguồn từ khu vực phía nam Diamantino tại bang Mato Grosso của Brasil. Sông chảy theo hướng tây nam, qua thành phố Cáceres. Sau đó sông thẳng hướng xuống phía nam, qua vùng đất nhập nước Pantanal, thành phố Corumbá, và sau đó chảy qua gần biên giới Brasil-Bolivia trong đoạn ngắn chảy qua hai bang của Brasil là Mato Grosso và Mato Grosso do Sul.
Từ thành phố Puerto Bahia Negra, Paraguay, sông tạo thành biên giới tự nhiên giữa Paraguay và Brasil, gần như chảy về phía nam trước khi hợp lưu với sông Apa.
Sông Paraguay tạo thành một đường cong dài và ít uốn khúc khi chuyển hướng nam-đông nam rồi sau đó lại chuyển thành nam-tây nam, phân chia đất nước Paraguay thành hai nửa riêng biệt: vùng Gran Chaco ở phía tây, bán khô hạn và phần lớn không có người sinh sống; còn phía đông chiếm 98% dân cư cả nước.
Khoảng 400 kilômét (250 mi) sau khi chảy qua trung tâm Paraguay, nó hợp dòng với sông Pilcomayo và chảy qua thủ đô của Paraguay là Asunción, sông tạo thành biên giới tự nhiên với Argentina, chảy theo hướng tây-tây nam khoảng 275 kilômét (171 mi) trước khi hợp dòng vào sông Paraná.

## Sử dụng

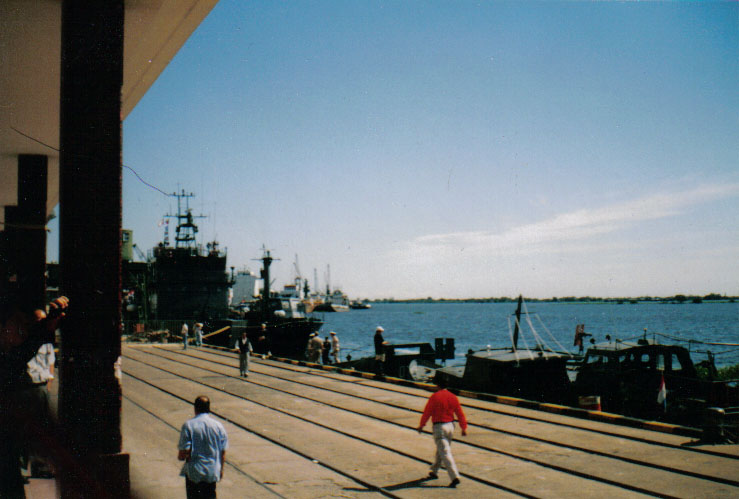
Cảng nước sâu trên sông Paraguay tại Asunción, Paraguay

Sông Paraguay là sông lớn thứ hai trong bồn địa Rio de la Plata, sau sông Paraná. Lưu vực sông Paraguay trải rộng 365.592 kilômét vuông (141.156 dặm vuông Anh), trên một khu vực rộng lớn bao phủ miền bắc Argentina, nam Brazil, nhiều phần của Bolivia, và toàn bộ đất nước Paraguay. Không giống như nhiều con sông lớn khác của lưu vực bồn địa Rio de la Plata, sông Paraguay không có các đập thủy điện, và do vậy nó chỉ đứng sau sông Am azon về khoảng cách mà ccs tàu bè có thể đi lại sâu vào trong lục địa. Điều này khiến sông trở thành một tuyến vận chuyển và hành lang thương mại quan trọng, cung cấp một con đ]ờng để kết nối Đại Tây Dương với các nước không giáp biển là Paraguay và Bolivia. Sông chảy qua cácd thành phố quan trọng như Asunción và Concepción tại Paraguay và Formosa tại Argentina.
Ngoài thương mại, sông còn cung cấp nguồn lợi thủy sản và thủy lợi cho nông nghiệp. Sông là nguồn sống của nhiều ngư dân nghèo dọc hai bờ và phần lớn thu nhập của họ là thông qua việc bán cá tại các khu chợ địa phương, cũng như cung cấp cho chính gia đình họ. iêunayf tạo ta vấn đề cho các thành phố lớn như Asunción, nơi các nông dân nghèo đổ đến để tìm kiếm một cuộc sống dễ dàng hơn. Các trận lụt theo mùa của sông Paraguay thường khiến hàng nghìn người dân phải tìm nơi trú ẩm tạm thời cho đến khi nước rút khỏi căn nhà của họ. Sông cúng được coi là một địa điểm du lịch vì vẻ đẹp của nó.